# El Espantapájaros
Espantapájaros, alterego del Dr. Jonathan Crane, es un supervillano ficticio que aparece en los cómics estadounidenses publicados por DC Comics. Creado por Bill Finger y Bob Kane, hizo su debut en World's Finest Comics # 3 (septiembre de 1941). El autoproclamado «maestro del miedo» es un exprofesor de psicología en Gotham que utiliza una variedad de toxinas experimentales para explotar las fobias de sus víctimas. Es uno de los enemigos más perdurables y malvados de Batman también pertenece al colectivo de adversarios que conforman la galería de villanos del caballero oscuro.
En sus apariciones en cómics, el Espantapájaros es representado como un brillante profesor de psicología convertido en cerebro criminal. Abusado y acosado en su juventud, desarrolla una obsesión por el miedo y usa una droga alucinógena especialmente diseñada, denominada «toxina del miedo», para explotar las fobias de la gente de Gotham y su protector, Batman. Como el autoproclamado «maestro del miedo», los crímenes del Espantapájaros no se derivan de un deseo común de riqueza o de poder, sino de un cruel placer en aterrorizar a otros para promover sus sádicos experimentos sobre la manipulación del miedo. Un atuendo simbólico de su homónimo con una máscara cosida y un sombrero de arpillera sirve como motivo visual del Espantapájaros.
En 2009, el Espantapájaros se clasificó en el quincuagésimo octavo lugar de la lista de IGN sobre los grandes villanos de cómic de todos los tiempos. Se ha adaptado sustancialmente a diversas formas de medios, incluidas películas, series de televisión y videojuegos.
El Espantapájaros ha sido interpretado por actores como Henry Polic II, Jeffrey Combs, Dino Andrade, John Noble y Robert Englund, mientras que Cillian Murphy lo ha interpretado en la trilogía de The Dark Knight. Espantapájaros también fue interpretado por Charlie Tahan y David W. Thompson en la serie de televisión Gotham. Jonathan Crane también aparece en la tercera temporada de la serie de HBO Max Titanes, interpretado por Vincent Kartheiser.

## Historial de publicaciones
Bill Finger y Bob Kane introdujeron el Espantapájaros en el otoño de 1941 para World's Finest Comics #3 durante la Edad de oro de las historietas, en la que solo hizo dos apariciones. La fuente de inspiración que Kane encontró para el personaje provino de La leyenda de Sleepy Hollow de Washington Irving, cuyo personaje principal, Ichabod Crane, también tenía un extraño físico parecido al de un espantapájaros. El apellido de Ichabod y su apariencia libresca se usaron para crear el alterego del Espantapájaros, Jonathan Crane.
El personaje fue revivido durante la Edad de plata de las historietas del escritor Gardner Fox y el artista Sheldon Moldoff en las páginas de Batman # 189 (febrero de 1967), aún manteniendo su historia de origen de la Edad de Oro. También fue en Batman # 189 donde debutó la toxina del miedo, característica del Espantapájaros, una sustancia química alucinógena que hace que las personas tengan visiones horribles de sus peores miedos. El personaje se mantuvo relativamente sin cambios a lo largo de la Edad de Bronce de los cómics.
Después del reinicio del evento de varios títulos Crisis on Infinite Earths de 1986, la historia del origen del personaje se amplía en Batman Annual # 19 y la miniserie Batman / Scarecrow: Year One, y esta narrativa también revela que Crane tiene miedo a los murciélagos. En 2011, como resultado del reinicio de The New 52, el origen del Espantapájaros (así como el de varios otros personajes de DC) se altera por completo, incorporando varios elementos que difieren de su original.

## Biografía

### Origen
Jonathan Crane es intimidado en la escuela por su parecido con Ichabod Crane de La leyenda de Sleepy Hollow de Washington Irving, lo que provocó su obsesión de toda la vida con el miedo y lo usó como arma contra los demás. En su último año, Crane es humillado por el matón de la escuela Bo Griggs y rechazado por la animadora Sherry Squires. Se venga durante el baile de graduación poniéndose su característico disfraz de espantapájaros y blandiendo un arma en el estacionamiento de la escuela; En el caos que siguió, Griggs sufre un accidente automovilístico, se paraliza y mata a Squires. La obsesión de Crane con el miedo lo lleva a convertirse en psicólogo, ocupando un puesto en el Asilo Arkham y realizando experimentos que inducen miedo en sus pacientes. También es profesor de psicología en la Universidad de Gotham, especializado en el estudio de las fobias. Pierde su trabajo después de disparar un arma dentro de un salón de clases repleto, hiriendo accidentalmente a un estudiante; se venga matando a los profesores responsables de su despido y se convierte en un criminal de carrera. Como profesor universitario, Crane es mentor de un joven Thomas Elliot. El personaje también tiene un cameo en Sandman (vol. 2) #5. En las historias de Jeph Loeb y Tim Sale, el Espantapájaros se representa como uno de los criminales más trastornados en la galería de villanos de Batman, con la costumbre de hablar en canciones infantiles. Estas historias revisan aún más su historia, explicando que fue criado por su bisabuelo abusivo y fanáticamente religioso, a quien asesinó cuando era adolescente.

### Carrera criminal
El Espantapájaros juega un papel destacado en la historia de «Terror» de Doug Moench, ambientada en los primeros años de Batman, donde el profesor Hugo Strange lo saca de Arkham y le da terapia para entrenarlo para derrotar a Batman. La terapia de Strange resulta lo suficientemente efectiva como para poner al Espantapájaros en contra de su benefactor, empalándolo en una veleta y arrojándolo al sótano de su propia mansión. Luego, el Espantapájaros usa la mansión de Strange para atraer a Batman al callejón del Crimen y decapita a uno de sus antiguos compañeros de clase en el callejón frente a Batman. Con la ayuda de Catwoman, a quien el Espantapájaros había intentado chantajear para que lo ayudara capturándola y fotografiándola sin máscara, Batman atrapa al Espantapájaros, pero pierde de vista a Strange, y no está claro si Strange realmente sobrevivió a la caída sobre la veleta o si el Espantapájaros y Batman están alucinando por la exposición a la toxina del miedo del Espantapájaros.
El Espantapájaros aparece en Batman: The Long Halloween, visto por primera vez escapando de Arkham en el Día de la Madre con la ayuda de Carmine Falcone, quien también ayuda a escapar al Sombrerero Loco. El Espantapájaros gasea a Batman con la toxina del miedo mientras escapa, lo que hace que Batman huya a la tumba de sus padres como Bruce Wayne, donde es arrestado por el Comisionado Jim Gordon debido a los presuntos vínculos de Wayne con Falcone. El Espantapájaros roba un banco con el Sombrerero Loco en el Día de la Independencia para Falcone, pero Batman y Catwoman lo detienen. Más tarde aparece en la oficina de Falcone en Halloween con la galería del futuro villano de Batman, pero es derrotado por Batman. El Espantapájaros regresa en Batman: Dark Victory como parte de la pandilla de Dos Caras, y se lo ve por primera vez poniendo gas del miedo en las muñecas de los niños en Nochebuena. Finalmente es derrotado por Batman. Más tarde aparece como uno de los villanos presentes en el juicio de Hombre del Calendario. Se revela que él y Hombre del Calendario habían estado manipulando al hijo de Falcone, Alberto; Espantapájaros había determinado que Alberto temía a su padre y envenenó sus cigarrillos con la toxina del miedo para provocar el miedo; Hombre del Calendario, mientras tanto, había estado hablando con Alberto, con la toxina del miedo haciendo que Alberto escuchara la voz de su padre. Juntos, manipulan a Alberto para que haga un intento fallido de asesinato de su hermana, Sofia Gigante. Después de que atacan el escondite de Dos-Caras, Batman captura al Espantapájaros, quien le dice a dónde se dirige Dos Caras. En Catwoman: When in Rome, Espantapájaros le proporciona a Riddler un gas del miedo para manipular a Catwoman, y luego ayuda a Riddler cuando lucha contra Catwoman en Roma. El Espantapájaros ataca accidentalmente a Cheetah con su guadaña antes de que Catwoman lo noquee.
El Espantapájaros aparece en arcos de la historia como Knightfall y Shadow of the Bat, primero formando equipo con el Joker para rescatar al alcalde de Gotham. Batman frustra su plan y los obliga a retirarse. El Espantapájaros traiciona a Joker rociándolo con gas del miedo, pero no tiene absolutamente ningún efecto; Joker luego golpea al Espantapájaros sin sentido con una silla. El Espantapájaros luego intenta apoderarse de Gotham con un ejército de estudiantes universitarios hipnotizados, ordenándoles que esparzan su toxina del miedo por toda la ciudad. Su lugarteniente es el hijo del primer hombre que mató. Se enfrenta tanto a Azrael como a Anarquía e intenta escapar obligando a su lugarteniente a saltar de un edificio. Azrael lo noquea y Anarquía logra salvar al niño. A pesar de su historial criminal, todavía es reconocido como un psicólogo experto. Cuando Aquaman necesita información sobre un asesino en serie que opera en su nueva ciudad de Subdiego (San Diego se hundió y los habitantes se convirtieron en respiradores de agua por una organización secreta), consulta con el Espantapájaros para conocer el patrón de los crímenes del asesino. El Espantapájaros determinó que el asesino eligió a sus víctimas por las iniciales de sus nombres y apellidos para deletrear el mensaje «No puedo más», permitiendo a Aquaman determinar tanto la verdadera identidad como el objetivo final del verdadero asesino.
En el arco de la historia de 2004 As the Crow Flies, el Espantapájaros es contratado por el Pingüino con falsos pretextos. La doctora Linda Friitawa luego muta en secreto al Espantapájaros en una criatura asesina conocida como Scarebeast, que Pingüino usa para matar a sus secuaces desleales. Todas las apariciones posteriores del personaje lo muestran como un Crane sin mutar nuevamente, excepto por una aparición durante el arco de la historia de War Games. El Espantapájaros aparece en el tercer número de War Games salvando a Máscara Negra de Batman y actuando como el aliado del señor del crimen, hasta que Máscara Negra lo usa para desactivar una medida de seguridad en la torre del Reloj, literalmente arrojándole el Espantapájaros. Espantapájaros se despierta, se transforma en Scarebeast y causa estragos fuera del edificio tratando de encontrar y matar a Máscara Negra. La policía no puede eliminarlo y permite que Catwoman, Robin, Tarántula II y Onyx luchen contra Scarebeast, ya que el comisionado Michael Akins les había dicho a todos los oficiales que capturaran o mataran a los justicieros, criminales disfrazados o «máscaras» que encontraran. Incluso ellos no pueden derrotar a Scarebeast, aunque parece haber sido derrotado después de que explota la torre del Reloj.
El Espantapájaros reaparece junto a otros villanos de Batman en Gotham Underground; primero entre los villanos que se reúnen en el Iceberg Lounge en ser capturado por el Escuadrón Suicida. El Espantapájaros escapa gaseando al Tigre de Bronce con la toxina del miedo. Más tarde aparece advirtiendo a Ventriloquist II, Firefly, Killer Moth y Lock-Up, que planean atacar a Pingüino, quién está aliado con el Escuadrón Suicida. Los villanos hacen caso omiso de sus advertencias y se burlan de él. Más tarde lleva a los mismos cuatro a una trampa orquestada por Tobias Whale. Killer Moth, Firefly y Lock-Up sobreviven, pero están heridos e inconscientes en diversos grados, el títere de Scarface es asesinado y Peyton Reily, el nuevo ventrílocuo, está ileso, aunque después del ataque los hombres de Whale se la llevan. Whale luego traiciona al Espantapájaros simplemente por tocarle el hombro (se revela que Whale tiene un odio patológico hacia las "máscaras" porque su abuelo fue uno de los primeros ciudadanos de Gotham asesinados por un criminal enmascarado). El arco de la historia termina con Whale golpeando al Espantapájaros y dejándolo atado y amordazado, como una señal para todas las "máscaras" de que no son bienvenidos en la nueva visión de Whale de Gotham.
El Espantapájaros aparece en Batman: Silencio, trabajando para Riddler y Hush. Compone perfiles sobre los diversos villanos de Gotham para que Riddler y Hush puedan manipularlos para sus propios fines. Más tarde gasea a Cazadora con su gas del miedo, haciendo que ataque a Catwoman. Ataca a Batman en un cementerio, solo para descubrir que su gas del miedo no es efectivo (debido al error de Hush), pero antes de que pueda revelar esto, él es noqueado por Jason Todd. El Espantapájaros también aparece en Batman: Heart of Hush, secuestrando a un niño para distraer a Batman para que Hush pueda atacar a Catwoman. Cuando Batman va a rescatar al niño, el Espantapájaros activa un implante de veneno, lo que hace que el niño ataque a Batman. Es derrotado cuando Batman ata el osito de peluche del niño al Espantapájaros, lo que hace que el niño ataque al Espantapájaros. Después de capturar al Espantapájaros, Batman lo obliga a revelar la ubicación de Hush. En la historia de Battle for the Cowl, Espantapájaros es reclutado por un nuevo Máscara Negra para ser parte de un grupo de villanos que pretenden apoderarse de Ciudad Gótica a raíz de la aparente muerte de Batman. Más tarde ayuda al señor del crimen a fabricar una droga recreativa llamada "Thrill", que llama la atención de Oracle y Batgirl. Más tarde es derrotado por Batgirl y arrestado una vez más.

### Blackest Night
El Espantapájaros aparece brevemente en el cuarto número de la historia de Blackest Night. Su inmunidad al miedo (provocada por la exposición frecuente a su propia toxina del miedo) lo hace prácticamente invisible para los invasores Black Lanterns. La droga ha afectado aún más su cordura, exacerbada por la larga desaparición de Batman en la historia de Batman R.I.P.; desarrolla una adicción literal al miedo, exponiéndose deliberadamente al ejército de renacidos, pero sabiendo que solo Batman podría asustarlo nuevamente. Usando un duplicado del anillo de poder de Sinestro, es designado como miembro del Sinestro Corps durante 24 horas para combatir a los Black Lanterns. Lleno de alegría por finalmente poder sentir miedo nuevamente, Espantapájaros alegremente y sin dudar sigue las órdenes de Sinestro. Su celebración se interrumpe cuando Lex Luthor, abrumado por la luz naranja de Avarice, le roba su anillo.

### Brightest Day
Durante los eventos de Brightest Day, el Espantapájaros comienza a secuestrar y asesinar a pasantes universitarios que trabajan para LexCorp como una forma de vengarse de Lex Luthor por robarle su anillo. Cuando Robin y Supergirl intentan detenerlo, el Espantapájaros libera una nueva toxina del miedo que es lo suficientemente poderosa como para afectar a un Kryptoniano. La toxina obliga a Supergirl a ver visiones de un Black Lantern Reactron, pero puede salir de la ilusión y ayudar a Robin a derrotar al Espantapájaros. Finalmente es liberado de Arkham cuando Deathstroke y los Titanes irrumpen en el manicomio para capturar a uno de los presos.

### The New 52
En 2011, The New 52 reinició el universo DC. El Espantapájaros es un villano central en la familia de libros de Batman y apareció por primera vez en New 52 en Batman: The Dark Knight #4 (febrero de 2012), escrito por David Finch y Paul Jenkins. Su historia de origen también se altera; en esta continuidad, su padre Gerald Crane lo usó como sujeto de prueba en sus experimentos basados en el miedo. Durante uno de estos experimentos, el padre de Crane lo encerró en una pequeña habitación oscura, pero sufrió un fatal infarto del corazón antes de que pudiera dejar salir a Jonathan. Jonathan estuvo atrapado en la cámara de pruebas durante días hasta que algunos patrones de la Universidad lo liberaron. Como resultado de este evento, quedó irreparablemente traumatizado y desarrolló una obsesión por el miedo. Se convirtió en psicólogo, especializándose en fobias. Al final, Crane comenzó a usar pacientes como sujetos de prueba para su toxina del miedo. Su giro hacia la criminalidad también es marcadamente diferente en esta versión; el New 52 Espantapájaros es despedido de su cátedra por cubrir con arañas a un estudiante aracnofóbico, y se convierte en un criminal después de apuñalar a un paciente hasta la muerte.
El Espantapájaros secuestra a Hiedra Venenosa y trabaja con Bane para crear y distribuir a varios reclusos de Arkham una nueva forma de Veneno infundida con la toxina del miedo del Espantapájaros. Con la ayuda de Superman y Flash, Batman derrota a los villanos. El Espantapájaros vuelve a aparecer en Batman: The Dark Knight #10, escrito por Gregg Hurwitz, para un arco de seis números. El Espantapájaros secuestra al Comisionado James Gordon y a varios niños y finalmente libera su toxina del miedo a la atmósfera. El Espantapájaros también es utilizado como peón por el Joker en el arco "Death of the Family"; se le conoce como el médico de Batman. El Espantapájaros aparece en Swamp Thing (vol. 5) # 19 (junio de 2013), cortando flores para sus toxinas en el Jardín Botánico de Metrópolis. La Cosa del Pantano intenta salvar al Espantapájaros de cortar una flor venenosa, sin darse cuenta de quién es el villano. El Espantapájaros intenta usar su toxina del miedo en la Cosa del Pantano. La toxina hace que la Cosa del Pantano pierda el control de sus poderes hasta que interviene Superman. Más tarde, el es acercado por el Forastero de la Sociedad Secreta de Supervillanos para unirse al grupo. Espantapájaros acepta la oferta.
Como parte del "Mes de los villanos", Detective Comics (vol. 2) # 23.3 (septiembre de 2013) se tituló The Scarecrow # 1. El Espantapájaros va a ver a Killer Croc, Sr. Frío, Hiedra Venenosa y Riddler y les informa que se avecina una guerra en la Penitenciaría de Blackgate y descubre dónde vive cada una de las alianzas. A través de sus conversaciones con cada uno, Scarecrow se entera de que Bane puede ser la causa del levantamiento de Blackgate y será su líder en la guerra inminente. También se afirmó que Talons de la Corte de los Búhos fueron almacenados en Blackgate en hielo. Más tarde, mirando la ciudad dividida, el Espantapájaros afirma que una vez que termine la guerra y haya caído el último obstáculo, Gotham City sería suya. El Espantapájaros se acerca al Profesor Pyg en el Gotham Memorial Hospital para ver si entregará sus suministros y Dollotrones a los seguidores del Espantapájaros. Espantapájaros va a continuación al Pingüino, que ya ha planeado la guerra inminente, al volar los puentes que dan acceso a Gotham City. El Espantapájaros y Man-Bat intentan robar los Talons congelados de Blackgate mientras Pingüino tiene una reunión con Bane. Killer Croc rescata al Espantapájaros y Man-Bat de Blackgate y lleva al Espantapájaros a la Torre Wayne, donde le da a Killer Croc el control de la Torre Wayne, ya que ya no le conviene. El Espantapájaros comienza a despertar a los Talons en su poder, rociándolos con su gas del miedo y usando la tecnología de control mental de El Sombrerero Loco en sus cascos para controlarlos. En el Asilo Arkham, el Espantapájaros siente que ha perdido los Talons después de que Bane los liberó de la tecnología de control mental del Sombrerero Loco. El Espantapájaros luego pasa a su próximo plan, dando a los otros reclusos una pequeña dosis del Veneno de Bane para transformarlos temporalmente. Cuando Bane declara que Gotham City es finalmente suya, hace colgar al Espantapájaros entre dos edificios.
En Batman y Robin Eternal, los flashbacks revelan que el Espantapájaros fue el primer villano al que se enfrentó Dick Grayson como Robin en el universo New 52 cuando sus investigaciones y las de Batman sobre los crímenes del Espantapájaros llevaron a Batman a la Madre, una mujer que cree que la tragedia y el trauma sirven como "positivos", influencias para ayudar a las personas a ser más fuertes. Con este fin, Madre hace que Espantapájaros desarrolle un nuevo estilo de toxina del miedo que hace que el cerebro sufra la misma experiencia que presenciar un trauma masivo, pero Espantapájaros se vuelve contra Madre ya que las víctimas de este plan se volverían incapaces de sentir nada. Reconociendo que Madre lo matará una vez que haya dejado de ser útil, el Espantapájaros intenta entregarse a Batman, pero Batman aprovecha esta oportunidad para que le entregue un perfil psicológico falso de él a Madre, alegando que Batman es un niño con cicatrices aterrorizado de perder a las personas que le importan para que Madre crea que lo comprende. En la actualidad, mientras Madre libera una nueva señal hipnótica para tomar el control de los niños del mundo, la Bat-Family secuestra al Espantapájaros para preparar un nuevo lote de su toxina traumática después de determinar que anula la influencia controladora de la señal de Madre hasta que puedan cerrar su base principal.

### DC Renacimiento
En DC: Renacimiento, el Espantapájaros trabaja con Haunter para liberar una dosis baja de toxina del miedo alrededor de Gotham en Navidad y establece un pequeño puesto para que ella recoja la toxina. Tanto él como Haunter están paralizados por los efectos de la toxina, lo que le permite a Batman detenerlos. Más tarde, el Espantapájaros emerge usando un anillo de poder de Sinestro Corps para inducir el miedo y la ira contra Batman en ciudadanos aleatorios en Gotham, hasta el punto en que provoca a Alfred Pennyworth para que amenace con dispararle a Simon Baz como parte de su asalto final. En la secuela de Watchmen Doomsday Clock, el Espantapájaros se encuentra entre los villanos que asisten a la reunión clandestina organizada por Riddler que habla sobre la teoría de Superman. Queriendo enfrentarse a otros tipos malos fuera del Doctor Sivana, Mister Mind, Black Adam y Herkimer, Shazam vuela a Gotham City, donde se entera de una situación de rehenes causada por el Espantapájaros. Shazam comienza a luchar contra él cuando comienza a verse afectado por el gas del miedo. Batman aparece y recupera el control de la situación al derrotar al Espantapájaros y administrar el antídoto. Cuando arrestan al Espantapájaros, Batman le dice a Shazam que el Espantapájaros es demasiado peligroso para que él luche.

## Caracterización
Un maestro estratega y manipulador, su genio lo etiqueta como uno de los autores intelectuales criminales más astutos. Crane es un libro de texto ambulante sobre trastornos de ansiedad y drogas psicoactivas; es capaz de recitar el nombre y la descripción de casi todas las fobias conocidas. Incluso se sabe que tiene una habilidad aterradora para manipular la mente de cualquier persona con solo palabras, una vez que logró llevar a dos hombres al suicidio, y usa esta idea para encontrar los puntos de presión mental de las personas y explotarlos. A pesar de su complexión flacucha, Crane es un hábil artista marcial que usa sus largos brazos y piernas en su estilo de combate personal conocido como "baile violento", desarrollado durante su entrenamiento en el estilo Kung Fu de White Crane, para lo cual el Espantapájaros a veces empuña una hoz o una guadaña.
El Espantapájaros también es un genio brillante de la bioquímica y la toxicología, conocido por la invención de su toxina del miedo, que atomizó con compuestos químicos mixtos, incluidas poderosas secreciones adrenocorticales sintéticas y otros potentes alucinógenos que se pueden inhalar o inyectar en el torrente sanguíneo para amplificar los pensamientos más oscuros de la víctima. miedo en una alucinación aterradora. Su potencia ha aumentado a un nivel extremo a lo largo de los años; en algunas historias en las que aparece, la toxina del miedo se describe como capaz de provocar ataques cardíacos inducidos por el terror casi instantáneos, dejando a la víctima en una psicosis permanente de miedo crónico. Otras versiones de la toxina son tan poderosas que incluso Superman puede verse afectado; en una historia, mezcla la toxina con kryptonita para debilitar y aterrorizar simultáneamente al Hombre de Acero. Para infundir su toxina, a menudo usa un rociador de mano con forma de cráneo humano y pajitas especiales que se pueden partir por la mitad para liberarla. En una historia, Scarecrow inventa una sustancia química que contiene feromonas de aves silvestres de su infancia que hace que las aves cercanas ataquen a sus oponentes. El Espantapájaros ha sido descrito como uno de los villanos más viciosos e inmorales de Batman, o quizá el más, en tanto que es un personaje que goza no sólo aterrorizando a la gente sino que usa las fobias para obligar a las personas a realizar, a su vez, actos viciosos, inmorales.

### Poderes y habilidades
En el arco de la historia As the Crow Flies, después de ser mutado en secreto por la Dra. Linda Friitawa, el Espantapájaros adquiere la capacidad de convertirse en una criatura grande y monstruosa llamada Scarebeast. Como Scarebeast, ha mejorado enormemente la fuerza, la resistencia y emite una poderosa toxina del miedo de su cuerpo. Sin embargo, tiene que estar bajo tensión física o coacción para transformarse. Durante la miniserie Blackest Night, el Espantapájaros es designado temporalmente en el Sinestro Corps por un duplicado del anillo de poder de Sinestro. Él demuestra ser muy capaz en la manipulación de la luz del miedo para crear construcciones hasta que su anillo es robado por Lex Luthor.

### Personalidad
Crane, en casi todas sus encarnaciones, es cruel, sádico, trastornado y manipulador por encima de todo. Crane está obsesionado con el miedo y siente un placer sádico al asustar a sus víctimas, a menudo literalmente hasta la muerte, con su toxina del miedo. Crane también sufre daño cerebral debido a la exposición prolongada a su propia toxina que lo vuelve casi incapaz de tener miedo a nada, excepto a Batman. Esto es problemático para él, ya que es adicto al miedo y busca confrontaciones compulsivas con Batman para alimentar su adicción. También se sabe que tiene un sentido del humor retorcido, aunque no al nivel de Máscara Negra o el Joker, ya que se sabe que con frecuencia hace burlas y bromas relacionadas con el uso de su toxina del miedo o su amor por aterrorizar a los demás. Durante la trama de "El dios del miedo" de Alan Grant, el Espantapájaros desarrolla un complejo de dios; crea un enorme holograma de sí mismo que proyecta contra el cielo, por lo que los ciudadanos de Gotham lo reconocerán y adorarán como un dios literal del miedo.

## Recepción
En 2009, el Espantapájaros fue clasificado como el 58.º villano de historietas más grande de todos los tiempos de IGN.

## Otros personajes llamados Espantapájaros

### Madame Crow
Abigail O'Shay es una estudiante de la Universidad de Gotham que escribe su tesis doctoral sobre vigilantes como Bat-Family, a quienes llama la "multitud de la capa y la capucha". Está fascinada por el tipo de trauma por el que una persona tendría que pasar para luchar contra los criminales disfrazada. Ella se entera de tal trauma de primera mano cuando Jonathan Crane, luego la usa como sujeto de prueba en experimentos que usan su toxina del miedo, con la intención de probar su preparación para usar en Batman. Pasa más de un año en Arkham Asylum recuperándose de los experimentos del Espantapájaros. Culpando a Batman por su trauma, O'Shay adoptó la identidad de Madame Crow con la intención de asegurarse de que nadie volviera a sentir el tipo de miedo que ella sintió cuando se convirtió en miembro del Sindicato de Víctimas. En una inversión de la toxina del miedo del Espantapájaros, Madame Crow tiene un conjunto de guanteletes que disparan agujas llenas de toxina "anti-miedo", que elimina el miedo con la esperanza de evitar que las personas luchen para evitar su propio trauma.

## Versiones alternativas
Como uno de los oponentes más reconocibles y populares de Batman, el Espantapájaros aparece en numerosos cómics que no se consideran parte de la continuidad regular de DC, que incluyen:
- El Espantapájaros aparece en Batman/Daredevil: King of New York, en el que intenta utilizar el imperio criminal de Kingpin para dispersar su gas del miedo sobre la ciudad de Nueva York. Es derrotado cuando Daredevil, el "Hombre sin miedo", demuestra ser inmune al gas.[69]
- En DC vs. Marvel, el Espantapájaros se alía temporalmente con el Espantapájaros del Universo Marvel para capturar a Lois Lane antes de que ambos sean derrotados por Ben Reilly.[70]
- El Espantapájaros aparece en la segunda parte de las cuatro partes de JSA: The Liberty Files. Esta versión del Espantapájaros se presenta como un agente alemán que mata a un contacto que trabaja para Bat (Batman), Clock (Hourman) y Owl (Doctor Mid-Nite). En un forcejeo con el Espantapájaros, la prometida del agente Terry Sloane muere. Esto hace que Sloane regrese al campo como Mister Terrific y mate al Espantapájaros.[71]
- Un suplente de Jonathan Crane llamado Jenna Clarke / Scarecrone aparece en la novela gráfica original de Elseworlds Batman: Dark Knight Dynasty como una secuaz / consorte bajo el empleo de Vándalo Salvaje. Scarecrone también actúa como suplente de Dos-Caras. Ella tiene el poder de invadir la psique de una persona y hacer que sus miedos más profundos aparezcan como ilusiones simplemente tocándolos. "Scarecrone" es en realidad su personalidad alternativa. Vándalo Salvaje requiere que Clarke cambie a su personaje Scarecrone a través de una fórmula especial de la que ha hecho que Clarke dependa. Las dos personalidades son antagónicas entre sí. Se revela que cuando la fórmula saca a Scarecrone, el lado derecho de su rostro queda fuertemente cicatrizado. Esta cicatriz se cura una vez que la fórmula desaparece y la personalidad de Jenna Clarke vuelve a ser dominante.[72]
- El Espantapájaros es uno de los personajes principales de la maxiserie Justice de Alex Ross como parte de la Legión del Mal.[73] Se le ve por primera vez sin disfraz en un hospital, inyectando a una niña en silla de ruedas un suero que le permite caminar.[74] Espantapájaros se ve más tarde disfrazado durante el discurso de Lex Luthor junto a Clayface dentro de la casa de Canario Negro y Flecha Verde.[75] El Espantapájaros gasea a Canario mientras Clayface ataca a Flecha Verde, pero el ataque falla cuando Canario Negro encuentra a su esposo atacado por Clayface. Green Arrow derrota a Clayface electrocutándolo con una lámpara, y el dúo huye poco después de que Canario desata su Canary Cry.[76] Espantapájaros se ve más tarde con Clayface y Parásito, habiendo capturado al Comisionado James Gordon, Batgirl y Supergirl.[77] Cuando la Liga de la Justicia asalta el Salón de la Perdición, el Espantapájaros no parece enfrentarse a ningún objetivo en particular y se enfrenta a la Liga en su conjunto. Es uno de los pocos villanos que escapó del ataque inicial de la Liga.[78] La Liga de la Justicia sigue al Espantapájaros a su ciudad, luego de lo cual envía a la población de su ciudad a atacar a la Liga, sabiendo que no dañarían a los civiles. Sin embargo, el anillo de John Stewart libera a la ciudad del control del Espantapájaros, y posteriormente libera al Espantapájaros del control de Brainiac. Espantapájaros no parece molesto por esta realización, admitiendo que lo habría hecho de todos modos. Provoca una distracción al liberar su gas del miedo en toda la ciudad, llevando a sus ciudadanos a un frenesí homicida,[79] y logra escapar de la captura, pero es emboscado por el Joker y casi lo mata en represalia por no haber sido invitado a la Legión del Mal. La Liga de la Justicia vuelve a salvar la ciudad del Espantapájaros.[80]
- El Espantapájaros aparece en el tercer y último capítulo de Batman & Drácula: lluvia roja, en el que ha adornado su disfraz de Espantapájaros con cordones de los dedos cortados de los matones que lo atormentaban en la escuela. Está a punto de matar a un exjugador de fútbol cuando aparece el vampiro Batman, y observa que el Espantapájaros es peor que él; como vampiro, fuerzas que escapan a su control lo impulsan a matar, mientras que el Espantapájaros elige ser un asesino. Luego, Batman agarra el vial de gas del miedo del Espantapájaros lo aplasta junto con la mano del supervillano y corta la cabeza del Espantapájaros con su propia hoz, declarando que el Espantapájaros no tiene idea de lo que realmente es el miedo.[81]
- En los libros New 52 Batman Beyond que tienen lugar después de Futures End, el futuro Batman lucha contra una nueva versión femenina del Espantapájaros llamada Adalyn Stern. Cuando era niña, Adalyn quedó traumatizada cuando vio a Batman golpear brutalmente a su padre (quien era un notorio líder de una pandilla). La colocaron en cuidado institucional hasta que fue asignada a uno de los discípulos de Jonathan Crane, quien intentó tratarla con tecnología derivada del trabajo de Crane, lo que solo amplificó su miedo a Batman. Ella crece y se convierte en copresentadora de Jack Ryder en el New 52. Ella usa cubos de IA colocados en los hogares de todos para lavarle el cerebro a la población haciéndoles creer que el nuevo Batman es un demonio que debe ser derrotado. Finalmente, es derrotada por los esfuerzos combinados del Batman original y nuevo, así como de Jack Ryder, y luego es institucionalizada en Arkham Asylum cuando se ve a sí misma como nada más que el Espantapájaros.[82]
- En la línea de tiempo alternativa de Flashpoint, el Espantapájaros es uno de los muchos villanos asesinados posteriormente por Thomas Wayne, quien es el Batman de ese universo.[83]
- En la novela gráfica Batman:Tierra uno, se menciona al Dr. Jonathan Crane como el director del Instituto Crane para criminales dementes, y uno de sus fugitivos es Ray Salinger, también conocido como el "Cumpleañero", utilizado por el Alcalde Cobblepot a sus ventajas.[84]
- En el crossover de Batman/Teenage Mutant Ninja Turtles, el Espantapájaros aparece mutado en un cuervo como uno de los otros reclusos de Arkham mutados por Shredder y el Clan del Pie para atacar a Batman y Robin. Batman es capturado, pero Robin logra escapar. Luego llegan las Tortugas Ninja y Splinter, donde Splinter derrota a los villanos mutados, mientras que Batman usa su nueva armadura de intimidador para derrotar a Shredder y las Tortugas derrotan a Ra's al Ghul. Más tarde, Jim Gordon le dice a Batman que los científicos de la policía han logrado que todos los reclusos de Arkham vuelvan a la normalidad y que actualmente se encuentran en la custodia de A.R.G.U.S.[85]
- El Espantapájaros hace una aparición menor en la serie Batman: White Knight de 2017. Crane, junto con varios otros villanos de Batman, es engañado por Jack Napier (quien en esta realidad era un Joker que Batman había alimentado a la fuerza con una sobredosis de píldoras que lo curó temporalmente de su locura) para que bebiera bebidas que habían sido mezcladas con Partículas del cuerpo de Clayface. Esto se hizo para que Napier, que estaba usando la tecnología del Sombrerero Loco para controlar a Clayface, pudiera controlarlos mediante la capacidad de Clayface de controlar partes de su cuerpo que habían sido separadas de él.[86] El Espantapájaros y los otros villanos se utilizan para atacar una biblioteca que el propio Napier fue fundamental en la construcción en uno de los distritos más pobres de Gotham City.[87] Más adelante en la historia, el sombrero de control es robado por Neo-Joker (la segunda Harley Quinn, que sintió que Jack Napier era una anormalidad patética mientras que Joker era la verdadera y hermosa personalidad), en un esfuerzo por hacer que Napier se involucrara. liberando la personalidad del Joker. El Espantapájaros también aparece en la historia de la secuela Batman: Curse of the White Knight, y se encuentra entre los villanos asesinados por Azrael.

## Aparición en otros medios

### Televisión

#### Acción en vivo
- El Espantapájaros aparece en Gotham, interpretado por Charlie Tahan (tanto en la primera temporada como en la primera mitad de la cuarta temporada),[88][89] y por David W. Thompson (también en la segunda mitad de la cuarta temporada como la quinta temporada).[90] Se presenta en los episodios de la primera temporada "The Fearsome Dr. Crane" y "The Scarecrow". Su padre Gerald Crane (interpretado por Julian Sands) crea la 'toxina del miedo', un suero diseñado para eliminar el miedo, y luego le inyecta a Jonathan. Los Detectives Jim Gordon y Harvey Bullock salvan la vida de Jonathan, pero es demasiado tarde para salvar su cordura; la toxina lo ha dejado en un estado de terror perpetuo, plagado de alucinaciones de su mayor temor: los Espantapájaros. A continuación se lo ve en el episodio de la cuarta temporada "Pax Penguina", en el que está institucionalizado en el asilo de Gotham, donde el director de la policía, Reed, utiliza sus temores para mantenerlo bajo control. Una pandilla de delincuentes liderados por Grady Harris y Merton sobornan a Reed para que les entregue a Crane y lo obliga a recrear la toxina del miedo de su padre para que puedan usarla para controlar Gotham City. Jonathan finalmente abraza su miedo y usa la toxina contra Grady Harris después de que Merton y sus compañeros de pandilla fueron arrestados. Luego causa estragos en Gotham con la toxina como "El Espantapájaros". En "The Fear Reaper", Crane invade Gotham Asylum y usa el gas de miedo en Warden Reed y otros reclusos que hacen que los guardias huyan. Cuando Gordon se enfrenta a Espantapájaros; se infecta con gas de miedo hasta que lo supera. Después Gordon abre los aspersores y el gas de miedo". efectos sobre los internos, Espantapájaros se escapó. En "A Dark Knight: One of My Three Soups", Espantapájaros aparece como un recluso en Arkham Asylum después de ser detenido en algún momento. El Sombrerero Loco lo libera donde ellos, junto con Jerome Valeska, colabora en un complot que involucra la liberación de todos los reclusos de Arkham Asylum. Después de que el Sombrerero es derrotado por Jim Gordon, Espantapájaros gasta al conductor de su transporte mientras él y Jerome lo liberan para su próximo complot. A "Dark Knight: Mandatory Brunch Meeting", el Espantapájaros es uno de los criminales reunidos por Jerome para ser parte de su "Legión de los Horribles". Él y el Sombrerero Loco sacan a Jerome de la custodia de su hermano gemelo Jeremiah, pero son perseguidos por Gordon y Bullock. Al final del episodio, se revela que Jerome encargó en secreto a Espantapájaros que invente un gas de risa para que se propague por toda la ciudad. En "That's Entertainment", Espantapájaros, junto con el Sr. Frío, realiza una redada en el laboratorio químico de Empresas Wayne para elaborar más toxinas peligrosas. Más tarde, Espantapájaros, Sombrerero Loco y el Pingüino se diríjase a un hangar para cargar el gas que ríe en un dirigible y suéltelo en Gotham. Allí, le revela a Penguin que los otros miembros de la Legión anticiparon su traición y que sabía que Pingüino iría a Jim Gordon y luego procedería a noquearlo.
- En la segunda parte del quinto evento anual de cruce de Arrowverso "Elseworlds", el Espantapájaros no aparece, pero su gas de miedo se puede ver en la sala de pruebas en Arkham Asylum, dentro de una caja que contiene sus pertenencias. Durante la fuga masiva en Arkham Asylum, Barry Allen y Oliver Queen se enfrentan a la reclusa Nora Fries después de que ella golpeó a Killer Frost con la pistola del rayo congelador de su esposo, Oliver luego intenta usar su velocidad para lanzar un rayo a Nora, pero falla y, en cambio, golpea la caja del Espantapájaros que contiene el gas del miedo, exponiéndolos al gas y causando que Barry y Oliver comiencen a alucinar, haciéndolos ver como Eobard Thawne y Malcolm Merlyn, respectivamente. Esto lleva a una pelea entre ellos hasta que Batwoman derriba a ambos, neutralizando los efectos del gas en el proceso.

#### Animación
- El Espantapájaros tuvo diversas apariciones en La Hora de Batman y Superman y Súper Amigos (como miembro de la Legión del Mal), con las voces de Ted Knight, Don Messick y Andre Stojka. Un episodio de la última temporada de Súper Amigos (El equipo de Súper Poderosos: Guardianes Galácticos), "The Fear", estuvo dedicado a una serie de enfrentamientos entre Espantapájaros y Batman, mostrando por primera vez los orígenes de Batman en una serie animada.
- El Espantapájaros apareció en Batman: la serie animada con la voz del fallecido Henry Polic II. Aparece por primera vez en el episodio "Nothing to Fear" donde trata de incendiar las ganancias de la Universidad de Ciudad Gótica, cuando Batman llega el Espantapájaros lo neutraliza con el gas del miedo y escapa, pero más tarde Batman le neutraliza con su propio gas y al final después de derrotarlo lo cuelga en el ventilador de una oficina, más tarde, reaparece en el episodio "Fear of Victory", el Espantapájaros mezcla su gas del miedo con adrenalina, lo cual neutraliza a los atletas de Gotham y él, haciéndose pasar por un tipo llamado el Sr. Afortunado, gana dinero por apuestas, cuando Batman trata de detenerlo, amenaza con lanzar una muestra de su nuevo gas para neutralizar a todo el estadio de béisbol de Ciudad Gótica, sin embargo Robin lográ coger la muestra y el estadio se salva. Después en el episodio "Dreams of Darkness" droga a Batman con su gas y Batman es encerrado en el Manicomio Arkham, mientras que él trataba de mezclar su gas con el agua (plan parecido al que pone en práctica en la película Batman Begins), pero Batman logra escapar de su celda y vencer a sus alucinaciones y evita que la ciudad de Gotham se vuelva loca. Luego reapareció en el episodio "Trial" donde junto a otros villanos son testigos de que Batman los creó a ellos, después ayuda junto al Sombrerero Loco que Hiedra Venenosa dejará de atacar a Janet Van Dorn (la abogada de Batman), luego cuando Batman y Dorn escapan de los villanos y él los acorrala junto al Sombrerero Loco, Hiedra Venenosa, el Ventrílocuo y Scarface, pero falla al tratar de herirlos con su hoz y le corta la cabeza a Scarface, por lo cual el Ventrílocuo baja por la cabeza de su marioneta. Entonces Batman lo lanza contra el Sombrerero Loco y Hiedra Venenosa, derribándolos (sin embargo, no habló en el episodio puesto que Henry Polic II, su doblador original, estaba realizándose una cirugía bucal cuando el episodio salió al aire), él tuvo una corta aparición en el episodio "Harley's Holiday" solo al principio del episodio, amenazando a Batman y a Robin y saludando cariñosamente a Harley; más tarde Harley lo menciona, pero por su nombre real, Jonathan Crane (aunque solo lo llama Dr. Crane), y luego tuvo otra aparición en "Lock-Up" donde se ve cómo Lyle Bolton lo maltrata ante Batman, por lo cual es uno de los testigos en el juicio de Bolton, por lo cual dice la verdad y Bolton es despedido, lo cual hace que se convierta en el villano Encierro. Al final cuando Bolton es detenido y va acompañado por los guardias a una celda, desde su celda Crane dice "Habrá que enseñarle nuevas lecciones en el miedo", en tono de burla.
- El Espantapájaros apareció en The New Batman Adventures, con al voz de Jeffrey Combs y de Jeff Bennett. Aparece por primera vez en el episodio "Never Fear" él crea un gas que elimina el miedo a las personas, pero las obliga a actuar sin límites, cuando Bruce Wayne trata de encontrar los envases con el gas, Espantapájaros lo lleva jugar a una pequeña jungla y desaparece la fobia a los cocodrilos de Bruce, lo cual hace que Bruce vaya a donde los cocodrilos, sin embargo los vence y trata de controlarse, sin embargo después de casi matar al ayudante/representante del Espantapájaros, Robin lo ata y trata de detener al Espantapájaros, pero Batman logra desatarse, salva a Robin y noquea al Espantapájaros, por lo cual escapan del tren en el que estaban y el gas anti-miedo se disuelve en la explosión y el Espantapájaros es devuelto al Manicomio Arkham. Después reaparece en el episodio "Over the Edge" mata a Batgirl tras engañarla con una antena de televisión y Batman asume la responsabilidad, pero lo golpea y luego lo tira a un costado del edificio donde estaban, pero al final todo salió bien porque todo fue una pesadilla que Batgirl tuvo por el gas del miedo de Crane.
- Según Bruce Timm, el Espantapájaros estaba destinado a aparecer en la serie Justice League Unlimited, como parte de la versión de la serie más amplia de la Sociedad Secreta, pero se le impidió (junto con casi todos los principales villanos de Batman) aparezcan en el espectáculo debido a la serie The Batman. Debido al papel del personaje en Batman Begins (2005) y The Dark Knight (2008), Espantapájaros posteriormente no pudo aparecer en Justice League Unlimited y en The Batman.
- En la serie The Batman, se planeó que Espantapájaros apareciera, pero por culpa de haber aparecido en The Dark Knight Trilogy, Espantapájaros no logró aparecer en el show; sin embargo en el episodio "Night and the City", el nombre Crane se logra ver en la computadora del Acertijo, por lo cual es probable que Acertijo podría tener contactos con Crane.
- Una versión adolescente de Jonathan Crane aparece en Gotham, interpretado por Charlie Tahan. En su primera aparición en "The Fearsome Dr. Crane", Jonathan ayuda a su padre Gerald Crane (interpretado por Julian Sands) a llevar a cabo experimentos sobre el miedo en la gente, los mata, y recolecta sus glándulas suprarrenales. En "The Scarecrow", Gerald prueba el suero a partir de las glándulas suprarrenales y otros compuestos en sí mismo y luego los pone a prueba en su hijo Jonathan junto con hormonas como la adrenalina. Crane muere tiroteado por Gordon y Harvey Bullock. Jonathan es ingresado en hospital donde el médico le dice a Gordon que Jonathan seguiría estando bajo los efectos del suero y que nunca se va a curar. Después de esa escena, se ve a Jonathan alucinando con un monstruoso espantapájaros arrastrándose hacia él.
- En la fuerte serie de televisión Robot Chicken, el Espantapájaros en el episodio "DC Comics Special II: Villains in Paradise", con la voz de Seth Green, el creado de la serie. Durante el segmento "Arkham Breakout", él escapa del asilo disfrazado de arbusto, pero Fritz Hunmorder lo quema con un cigarro; luego aparece en el segmento siguiente "Working for Doom", donde al tratar de llegar a su guarida, una de sus botas se queda atracada en el lago, y al tratar de recuperarla, un cocodrilo se le salta encima; también aparece en el segmento "Sexx Luthor" donde desde su computadora, durante una aburrida conferencia de Lex Luthor, le envía al iPhone de Gorilla Grodd un mensaje, cual este le pasa al iPad de Sinestro, quien se lo muestra a Catwoman, y al Lex molestarse, Crane pone un vídeo de Luthor cantando una canción llamada Sexx Luthor, provocando que Lex se harte y destruya la computadora, pero ya tarde, porque Grodd grabó la canción para que suene cada vez que lo llamen; luego aparece en el segmento "Worked to the Bone" donde Lex conoce a su sobrino Calvin, pero Luthor lo obliga a largarlo de ahí, por lo cual Jonathan y otros villanos empiezan a hacer una huelga para tener vacaciones, provocando que Luthor se moleste; en el segmento "Spring Break of Doom", Espantapájaros vuelve a aparecer donde va a una playa privada nudista, junto con otros villanos cuales son por ejemplo Dos Caras, el Pingüino, el Capitán Frío, Black Manta, Enigma, el Joker, etc., pero al entrar, los héroes se burlan de ellos al verlos sin ropa de baño, puesto que al parecer, no era una playa nudista, sin embargo, ya con ropa de nuevo, él y sus amigos ayudan a los héroes a derrotar a la Estrella de Mar-Cíclope ue el Capitán Frío tiró por el váter en "Worked to the Bone", pero cuando el Pingüino trata de quemar a la bestia con su paraguas, termina quemando vivos a Crane y a Dos Caras (posteriormente haría lo mismo con Flash y con Reverse Flash); sin embargo, en el último segmento "Starro Attacks", se revela que sobrevivió a las quemaduras, al igual que Dos Caras, porque se le puede observar durante la boda de Gorilla Grodd y Bizarro.
- Espantapájaros aparece en Batman: The Brave and the Bold, con la voz de Dee Bradley Baker. En el episodio "Trials of the Demon", colabora con Scream Queen para poner linternas llenas de gas de miedo en una noche de Halloween en un vecindario local. El espantapájaros es derrotado por Batman, mientras que Scream Queen es derrotado por Flash usando la toxina en algunas calabazas en un parche contra Scream Queen. El espantapájaros aparece como un preso en la Penitenciaría de Blackgate en el episodio "La noche de la cazadora", y está entre los presos que cantan en el Asilo de Arkham en el episodio "¡El caos de la música Meister!".

### Películas

#### Acción en vivo

##### Trilogía de The Dark Knight
- Cillian Murphy interpreta al Dr. Jonathan Crane / Espantapájaros en The Dark Knight Trilogy de Christopher Nolan, y es el único villano a aparecer en las tres películas. Esta versión del personaje lleva un saco de arpillera con un rebreather incorporado que se dobla como una máscara de gas para sus experimentos de miedo. Murphy explicó que la máscara relativamente simple, a diferencia del disfraz completo de espantapájaros que se suele ver en los cómics, se utilizó porque "quería que el Espantapájaros evitara el look de Worzel Gummidge, porque no es un hombre físicamente imponente; está más interesado en el Manipulación de la mente y lo que eso puede hacer".[91]
  - En Batman Begins, el Dr. Jonathan Crane es un psicofarmacólogo corrupto que trabaja como Administrador Principal en el Arkham Asylum y que ha creado en secreto un gas que induce al miedo. Aliado con el terrorista Ra's Al Ghul para exponer a esta población de Gotham City a esta toxina. Crane contrabandea el ingrediente químico alucinógeno para su "gas de miedo" en Gotham a través de las conexiones del jefe de la mafia Carmine Falcone, y a cambio, Crane testifica ante el tribunal que todos los hombres arrestados de Falcone están legalmente locos y deben ser trasladados a Arkham para su "rehabilitación". La asistente del fiscal de distrito Rachel Dawes acusa a Crane de ser corrupto, lo que llevó a Crane y Falcone a conspirar para asesinar a Dawes. Cuando un Falcone arrestado intenta más tarde chantajear a Crane, este último se pone su máscara de gas y aplasta a Falcone con su toxina del miedo, volviendo loco al señor del crimen y causando que él repetidamente pronuncie 'Espantapájaros'. Durante el primer encuentro de Crane con Batman, rocía al vigilante con su gas de miedo y lo prende fuego, aunque Batman escapa por poco con su vida y su mente intactas. Con la ayuda de Lucius Fox, Batman desarrolla un antídoto contra el medicamento de Crane. En Arkham Asylum, Crane expone a Rachel a su toxina del miedo cuando se descubren sus operaciones ilegales. Sin embargo, Batman llega y le da a Crane una dosis de su propia toxina antes de dejarlo por James Gordon para arrestarlo, y él se vuelve loco por la exposición de su propio químico. A pesar de estar institucionalizado en Arkham, Crane se escapa durante la liberación masiva de los reclusos del asilo como parte del plan de Ra's para hundir a Gotham en el miedo. Mientras Ra's desata el gas en los barrios pobres de la ciudad, Crane, que ahora se hace llamar 'Espantapájaros', persigue a Rachel y un niño en un caballo de la policía. Después de que Rachel golpea a Espantapájaros al utilizar su pistola eléctrica y electrocuta a Crane, por lo cual este huye.
  - En The Dark Knight, Espantapájaros regresa cerca del comienzo de la película, su cordura aparentemente se ha restaurado, pero se ha convertido en un criminal de tráfico de drogas. Él y sus hombres se reúnen con el jefe de la mafia, Chechen, en un estacionamiento, que se queja de los efectos que la toxina vendida de Espantapájaros tiene en sus clientes. Un grupo de impostores vestidos como Batman, llega y ataca a los dos criminales, solo para ser interrumpido por el vigilante real. Espantapájaros intenta escapar en su camioneta después de rociar a un impostor de Batman con su gas, pero el verdadero Batman logra detener a Crane y lo ata junto con los impostores para que la policía los detenga.[92]
  - En The Dark Knight Rises, Jonathan Crane tiene un papel menor. Es liberado junto con los otros prisioneros de la Penitenciaría de Blackgate cuando Bane toma el control de Gotham. Una vez liberado, Crane preside una prueba piloto que él llama una audiencia de sentencia en la que los ciudadanos más ricos de Gotham pueden elegir entre la muerte y el exilio. Los que eligen el "exilio" están hechos para cruzar el hielo espeso sobre el río helado que conecta Gotham con la otra orilla, con una posibilidad casi segura de caer a través del hielo delgado y ahogarse. Además, Bane también le otorga a Crane el control total de los tribunales en la medida en que incluso el propio Bane no afectaría su decisión de decisión. Cuando el comisionado Gordon, varios policías, y Miranda Tate son capturados y llevados a juicio, Gordon le dice a Crane que él y sus hombres no irán al hielo voluntariamente y, por lo tanto, eligen la muerte. Crane los condena a "muerte por exilio", mientras que Bane se lleva a Miranda. Sin embargo, Batman logra salvar a Gordon. Después de que Batman detiene el plan de Bane de detonar una bomba nuclear en Gotham, Crane es presuntamente arrestado por la policía de Gotham junto con muchos otros delincuentes condenados y llevado nuevamente a prisión.[93]

##### Otros
- Tetralogía de Burton/Schumacher
  - El Espantapájaros iba aparecer en Batman Continues de Tim Burton, interpretado por Brad Dourif
  - En otra película cancelada de la saga de Tim Burton y Joel Schumacher, Batman: DarKnight (no confundirse con la película del 2008), el Espantapájaros iba a aparecer junto a Man-Bat, como uno de los villanos principales. En la trama, el Dr. Jonathan Crane utiliza su posición como profesor de psicología en la Universidad de Gotham y como psiquiatra jefe del Manicomio Arkham para llevar a cabo sus experimentos con el miedo (este elemento aparecería más adelante en Batman Begins). Durante un enfrentamiento vengativo con un colega, el Dr. Kirk Langstrom, Crane inicia sin saberlo, la transformación de Kirk en la criatura conocida como Man-Bat.
- DC Extended Universe
  - Un arte conceptual de Espantapájaros por Suicide Squad revela que originalmente iba a aparecer en la película, pero fue cortado por razones desconocidas.[94]

#### Animación
- Aparece en la película Batman: Gotham Knight (que tiene lugar entre Batman Begins y The Dark Knight) con la voz de Corey Burton. Durante la aparición del personaje en el segmento In Darkness Dwells, Espantapájaros reúne un ejército de los reclusos del Manicomio Arkham en las alcantarillas y utiliza a Killer Croc para conseguirlos desde arriba. Como Jonathan Crane, que había sido el psicólogo de Killer Croc en el Manicomio Arkham, el Espantapájaros utiliza a Killer Croc para capturar al Cardenal O'Fallon y le espera un juicio simulado en las alcantarillas porque el Espantapájaros se enojó por los intentos del Cardenal para ayudar a las personas sin hogar. El Espantapájaros sentencia al Cardenal O'Fallon a muerte, pero es salvado por Batman, que desencadena una explosión en el proceso. Sin embargo, el Espantapájaros escapa a las autoridades cuando las alcantarillas se inundan.
- Es mencionado por Capucha Roja (Jason Todd) en la película animada Batman: Under The Red Hood.
- Es mencionado por Batman en la película animada Justice League: Doom. Su gas del miedo es parte de los protocolos de seguridad de Batman contra Linterna Verde. La Legión de la Muerte de Vandal Savage roba los planes de Batman para utilizarlos en contra de la Liga de la Justicia, con Zafiro Estelar utilizando el gas en contra de Linterna Verde. Batman rescata a Linterna Verde y le ofrece un antídoto para el gas del miedo. Sin embargo, Linterna Verde rechaza con su fuerza de voluntad ya resuelta.
- Aparece en Batman: Assault on Arkham, con la voz de Christian Lanz.
- También aparece en The Lego Batman Movie neutralizando al guardia de la entrada y en escenas variadas.
- El Espantapájaros aparece en Batman vs. Teenage Mutant Ninja Turtles, con la voz de Jim Meskimen. Esta versión es transformado por el Joker en un cuervo antropomórfico antes de luchar contra Batman y Leonardo hasta que es curado por el mutágeno retro de Batgirl y Donatello.
- El Espantapájaros aparece en Happy Halloween, Scooby-Doo!,[95] con la voz de Dwight Schultz.[96]
- El Espantapájaros aparece en Batman: The Long Halloween, con la voz de Robin Atkin Downes.[97]
- El Espantapájaros hace un cameo en Injustice.

### Videojuegos
- El Espantapájaros es un villano en el videojuego The Adventures of Batman & Robin.
- El Espantapájaros es un villano en el videojuego Lego Batman: The Videogame con la voz de Dave Wittenberg. Junto con el Guasón, Polilla Asesina, Harley Quinn y el Sombrerero Loco trata de esparcir el Gas de la risa por toda Gotham y volar el Campanario. Piloteando su biplano, es el jefe final del nivel héroe "Flight of the Bat", pero Batman y Robin lo derrotan. En el Manicomio Arkham aparece colgando de un palo con unas palomas paradas en su brazos como un verdadero espantapájaros. A pesar de ser un personaje jugable al desbloquearlo, se puede jugar con él en los niveles villano "Bi-Plane Blast" y "The Joker's Masterpiece" (en este último, el Guasón lo traiciona). En la versión DS, su verdadera identidad, Jonathan Crane, es desbloqueable.
- También apareció en Batman: Arkham Asylum con la voz de Dino Andrade. Aquí su vestuario es muy diferente al de otros medios, tiene un guante en su mano derecha con agujas que contienen toxinas este guante es muy parecido al que usa el personaje Freddy Krueger de las saga de películas de terror Nightmare on Elm Street, usa una máscara de gas que resalta las mejillas y una ropa rota. En esta versión Jonathan Crane es un paciente del Asilo Arkham que logra escapar de su celda e infunde el miedo en el Asilo, la última aparición que hace en el juego es cuándo trata de evitar que Batman entre a la guarida del Killer Croc, después de esto el Croc emerge del agua y se lleva a Crane. Dependiendo de la dificultad en la que se acabe el juego Bane, el Espantapájaros o Killer Croc emergen para tomar una caja con Titán.
- Ni Jonathan Crane ni su alter ego, aparecen en Batman: Arkham City, aunque es mencionado por varios criminales que dicen que Crane sobrevivió al ataque de Croc, su máscara puede encontrarse en el Sector Industrial, fuera del área del Joker.
- Es un villano en la versión de Nintendo DS de Batman: The Brave and the Bold - The Videogame.
- Aparece en Lego Batman 2: DC Super Heroes con la voz de Nolan North como un enemigo y personaje jugable. Aparece en el nivel "Asylum Assignment" donde trata de derrotar a Batman y Robin, pero estos le derrotan. Después de escapar de Arkham, fue a esconderse en un Casa de Calabaza de Halloween del Parque de Diversiones, pero Batman lo encuentra de nuevo y lo derrota. Después de derrotarlo, puedes desbloquearlo y jugar con él.
- Aparece en el juego Injustice: Gods Among Us con el mismo vestuario que en Batman: Arkham Asylum pero siendo un personaje secundario que solo aparece haciendo un golpe especial en el Manicomio Arkham.
- Espantapájaros no tiene ningún papel en la historia del videojuego Lego Batman 3: Beyond Gotham, pero es un personaje jugable. Aparece con su versión de la Trilogía de Christopher Nolan.
- Espantapájaros aparece como el antagonista principal en el juego Batman: Arkham Knight, donde regresa para dominar Gotham City y vengarse de Killer Croc (por tratar de matarlo en Batman: Arkham Asylum) y Batman. Captura a Hiedra Venenosa cuando esta se niega a cooperar en la destrucción de Batman, pero Batman la salva. Contrata al Caballero de Arkham para que elimine a Batman, pero el Caballero Oscuro lo derrota. Gracias a su suero, Batman lucha con muchos Jokers imaginarios. Revela la identidad del Caballero de la Noche en vivo y en directo, pero al final, Batman logra someterlo a su propio suero, por lo cual empieza a alucinar, en el mismo momento en el que Gordon llega y le da un puñetazo, desmayándolo. Tras esto, es tomado en custodia por la policía y encarcelado.
- El Espantapájaros aparece como luchador en el videojuego de NetherRealm Studios, Injustice 2.